# De nuevo en pie
De nuevo en pie, también conocida como Desastre, reconstruyendo la vida fue una serie de televisión mexicana producida por TV Azteca en 2005. Es una historia que relata los acontecimientos del terremoto de la Ciudad de México ocurridos el 19 de septiembre de 1985.

## Sinopsis
Basada en hechos reales, esta serie está dedicada a la memoria de innumerables víctimas de grandes catástrofes en todo el mundo. Terremotos, inundaciones y tsunamis traen devastación a su paso. Pero el amor trasciende incluso el peor desastre.

## Elenco
- Héctor Bonilla - Ramón López
- José Alonso - Carlos Del Valle
- Carmen Delgado - Andrea Vilchis
- Fabián Corres - Enrique Vilchis
- Arcelia Ramírez - Ángeles Sandoval
- Kenia Gazcón - Carmen Jiménez
- Alberto Casanova - Elías Del Valle
- Claudia Álvarez
- Heriberto Méndez
- Elvira Monsel - Toña López
- Paloma Woolrich - Antonieta Del Valle
- León Michel
- Rykardo Hernández
- José Carlos Rodríguez - Leonel Jiménez
- Gabriela Canudas - Silvana Canudas
- Guillermo Iván - Jacinto López
- Jorge Romero - Genaro López
- Andrea Escalona - Alicia Jiménez
- Paty de la Garza - Juliana López
- Karla Llanos